# Persone di cognome Jones
| Questa pagina contiene informazioni ricavate automaticamente dalle voci biografiche con l'ausilio del template Bio e di un bot. L'aggiornamento è periodico e automatico e ricostruisce completamente la pagina. Se manca una persona in questa lista, sei pregato di non aggiungerla, ma accertati piuttosto che la sua voce biografica contenga il template Bio e che i dati anagrafici siano correttamente compilati. Se il template Bio manca, inseriscilo tu stesso o, in alternativa, metti l'avviso {{tmp\|Bio}} che ne segnala la mancanza. Se i dati riportati sono sbagliati, correggi direttamente la voce biografica; le modifiche saranno visibili in questa lista entro pochi giorni. Per chiarimenti vedi il progetto antroponimi. La lista contiene solo le 635 persone che sono citate nell'enciclopedia e per le quali è stato implementato correttamente il template Bio. Pagina aggiornata al 7 ago 2025. |

Questa è una lista di persone presenti nell'enciclopedia che hanno il cognome Jones, suddivise per attività principale.

## Allenatori di calcio(9)
- Allan Jones, allenatore di calcio inglese
- Eric Jones, allenatore di calcio e calciatore inglese (Aston, n. 1915 - Lincoln, † 1985)
- Graeme Jones, allenatore di calcio e ex calciatore inglese (Gateshead, n. 1970)
- Jermaine Jones, allenatore di calcio e ex calciatore tedesco (Francoforte sul Meno, n. 1981)
- Mick Jones, allenatore di calcio e calciatore inglese (Sunderland, n. 1947 - † 2022)
- Nathan Jones, allenatore di calcio e ex calciatore gallese (Blaenrhondda, n. 1973)
- Rob Jones, allenatore di calcio e ex calciatore inglese (Stockton-on-Tees, n. 1979)
- Roger Jones, allenatore di calcio e ex calciatore inglese (Upton-upon-Severn, n. 1946)
- Terrence Jones, allenatore di calcio e ex calciatore americo-verginiano (Christiansted, n. 1968)

## Allenatori di football americano(1)
- Travis Jones, allenatore di football americano statunitense (Irwinton, n. 1972)

## Allenatori di pallacanestro(2)
- Popeye Jones, allenatore di pallacanestro e ex cestista statunitense (Dresden, n. 1970)
- Brad Jones, allenatore di pallacanestro e dirigente sportivo statunitense (Pittsburgh, n. 1969)

## Allenatrici di calcio(1)
- Steffi Jones, allenatrice di calcio e ex calciatrice tedesca (Francoforte sul Meno, n. 1972)

## Altisti(1)
- Samuel Jones, altista, triplista e tiratore di fune statunitense (n. 1880 - Knoxville, † 1954)

## Arbitri di calcio(1)
- Robert Jones, arbitro di calcio britannico (Chester, n. 1987)

## Architetti(3)
- Horace Jones, architetto inglese (n. 1819 - Londra, † 1887)
- Inigo Jones, architetto, scenografo e costumista britannico (Smithfield, n. 1573 - Londra, † 1652)
- Owen Jones, architetto, disegnatore e scrittore inglese (Londra, n. 1809 - Londra, † 1874)

## Arrangiatori(1)
- Quincy Jones, arrangiatore, direttore d'orchestra e produttore discografico statunitense (Chicago, n. 1933 - Los Angeles, † 2024)

## Artisti(1)
- Bob Jones, artista britannico

## Artisti marziali misti(2)
- Jon Jones, artista marziale misto statunitense (Rochester, n. 1987)
- Marcus Jones, ex artista marziale misto e ex giocatore di football americano statunitense (Jacksonville, n. 1973)

## Assassine seriali(1)
- Genene Jones, serial killer statunitense (Texas, n. 1950)

## Astronauti(2)
- Charles Edward Jones, astronauta, militare e programmatore statunitense (Clinton, n. 1952 - New York, † 2001)
- Thomas Jones, ex astronauta statunitense (n. 1955)

## Astronomi(2)
- Albert Jones, astronomo neozelandese (Christchurch, n. 1920 - Nelson, † 2013)
- Richard E. Jones, astronomo statunitense

## Attivisti(2)
- Absalom Jones, attivista e religioso statunitense (Contea di Sussex, n. 1746 - Filadelfia, † 1818)
- Cleve Jones, attivista statunitense (West Lafayette, n. 1954)

## Attrici(31)
- Anissa Jones, attrice statunitense (Lafayette, n. 1958 - Oceanside, † 1976)
- Ashley Jones, attrice e produttrice televisiva statunitense (Memphis, n. 1976)
- Dot-Marie Jones, attrice e ex pesista statunitense (Turlock, n. 1964)
- Angela Jones, attrice statunitense (Greensburg, n. 1968)
- Carolyn Jones, attrice statunitense (Amarillo, n. 1930 - West Hollywood, † 1983)
- Cherry Jones, attrice statunitense (Paris, n. 1956)
- Coco Jones, attrice e cantautrice statunitense (Columbia, n. 1998)
- Emilia Jones, attrice britannica (Londra, n. 2002)
- Ernestine Jones, attrice statunitense (n. 1912 - † 1988)
- Felicity Jones, attrice britannica (Birmingham, n. 1983)
- Gemma Jones, attrice britannica (Londra, n. 1942)
- Janet Jones, attrice statunitense (Bridgeton, n. 1961)
- January Jones, attrice e modella statunitense (Sioux Falls, n. 1978)
- Jennifer Jones, attrice statunitense (Tulsa, n. 1919 - Malibù, † 2009)
- Jill Marie Jones, attrice statunitense (Dallas, n. 1975)
- Julia Jones, attrice e ex modella statunitense (Boston, n. 1981)
- Kidada Jones, attrice statunitense (Los Angeles, n. 1974)
- Leanna Jones, attrice e cantante inglese (Stoke-on-Trent, n. 1985)
- Leilani Jones, attrice e cantante statunitense (Oahu, n. 1957)
- Lois Collier, attrice statunitense (Salley, n. 1919 - Woodland Hills, † 1999)
- Marcia Mae Jones, attrice statunitense (Los Angeles, n. 1924 - Los Angeles, † 2007)
- O-Lan Jones, attrice statunitense (Los Angeles, n. 1950)
- Rachel Bay Jones, attrice e cantante statunitense (New York, n. 1969)
- Rashida Jones, attrice, sceneggiatrice e produttrice cinematografica statunitense (Los Angeles, n. 1976)
- Rebecca Naomi Jones, attrice e cantante statunitense (New York, n. 1981)
- Sarah Jones, attrice statunitense (Winter Springs, n. 1983)
- Suranne Jones, attrice e produttrice televisiva britannica (Chadderton, n. 1978)
- Ta'Rhonda Jones, attrice e rapper statunitense (Chicago, n. 1988)
- Tamala Jones, attrice statunitense (Pasadena, n. 1974)
- Vivian Vance, attrice e cantante statunitense (Cherryvale, n. 1909 - Belvedere, † 1979)
- Virginia Mayo, attrice e ballerina statunitense (Saint Louis, n. 1920 - Los Angeles, † 2005)

## Attrici pornografiche(1)
- Chloe Cherry, ex attrice pornografica statunitense (Lancaster, n. 1997)

## Autori di videogiochi(2)
- Chris Jones, autore di videogiochi statunitense
- David Jones, autore di videogiochi e programmatore britannico (Dundee, n. 1965)

## Aviatori(1)
- Norman Cyril Jones, aviatore britannico (Cheshire)

## Avvocate(1)
- Star Jones, avvocato, personaggio televisivo e conduttrice televisiva statunitense (Badin, n. 1962)

## Avvocati(1)
- Van Jones, avvocato, scrittore e attivista statunitense (Jackson, n. 1968)

## Bassisti(7)
- Busta Jones, bassista e chitarrista statunitense (Memphis, n. 1951 - Memphis, † 1995)
- Charlie Jones, bassista britannico (Bristol, n. 1965)
- Darryl Jones, bassista statunitense (Chicago, n. 1961)
- Jeff Jones, bassista canadese (Chicago, n. 1953)
- Nicky Wire, bassista e cantante britannico (Blackwood,, n. 1969)
- Percy Jones, bassista gallese (n. 1947)
- Simon Jones, bassista britannico (Liverpool, n. 1972)

## Batteristi(4)
- Elvin Jones, batterista statunitense (Pontiac, n. 1927 - Englewood, † 2004)
- Jo Jones, batterista statunitense (n. 1911 - † 1985)
- Philly Joe Jones, batterista statunitense (Filadelfia, n. 1923 - Filadelfia, † 1985)
- Kenney Jones, batterista britannico (Londra, n. 1948)

## Bobbiste(2)
- Briauna Jones, bobbista statunitense (Charlotte, n. 1992)
- Kehri Jones, bobbista statunitense (Fort Hood, n. 1993)

## Bobbisti(1)
- Randy Jones, ex bobbista statunitense (Winston-Salem, n. 1969)

## Botaniche(1)
- Almut Gitter Jones, botanica e micologa statunitense (Oldenburg, n. 1923 - Urbana, † 2013)

## Canoiste(1)
- Luuka Jones, canoista neozelandese (Tauranga, n. 1988)

## Canottieri(1)
- William Jones, canottiere uruguaiano (Paysandú, n. 1924 - Inverness, † 2014)

## Cantanti(20)
- Ronnie Jones, cantante e compositore statunitense (Springfield, n. 1937)
- Aled Jones, cantante, attore e conduttore televisivo gallese (Bangor, n. 1970)
- Bessie Jones, cantante statunitense (Smithville, n. 1902 - Brunswick, † 1984)
- Camille Jones, cantante danese (Skanderborg, n. 1973)
- Caroline Jones, cantante, chitarrista e compositrice statunitense (New York, n. 1990)
- Etta Jones, cantante statunitense (Aiken, n. 1928 - Mount Vernon, † 2001)
- Grace Jones, cantante, attrice e modella giamaicana (Spanish Town, n. 1948)
- Tammy Jones, cantante gallese (Bangor, n. 1944)
- Howard Jones, cantante statunitense (Columbus, n. 1970)
- Jason Jones, cantante statunitense (Columbia, n. 1978)
- Jill Jones, cantante statunitense (Lebanon, n. 1962)
- Jack Jones, cantante e attore statunitense (Los Angeles, n. 1938 - Rancho Mirage, † 2024)
- Kelly Jones, cantante britannico (Cwmaman, n. 1974)
- Lucie Jones, cantante e attrice teatrale britannica (Pentyrch, n. 1991)
- Randy Jones, cantante e attore statunitense (Raleigh, n. 1952)
- Rickie Lee Jones, cantante, compositrice e musicista statunitense (Chicago, n. 1954)
- Samantha Jones, cantante britannica (Liverpool, n. 1943)
- Sandie Jones, cantante irlandese (Crumlin, n. 1951 - Gunnison, † 2019)
- Sharon Jones, cantante statunitense (Augusta, n. 1956 - Cooperstown, † 2016)
- Shirley Jones, cantante e attrice statunitense (Charleroi, n. 1934)

## Cantautori(5)
- David Bowie, cantautore, polistrumentista e attore britannico (Londra, n. 1947 - New York, † 2016)
- Donell Jones, cantautore statunitense (Chicago, n. 1973)
- George Jones, cantautore e musicista statunitense (Saratoga, n. 1931 - Nashville, † 2013)
- Joe Jones, cantautore, produttore discografico e avvocato statunitense (New Orleans, n. 1926 - Los Angeles, † 2005)
- Iyaz, cantautore anglo-verginiano (Road Town, n. 1987)

## Cantautrici(2)
- Gloria Jones, cantautrice statunitense (Cincinnati, n. 1945)
- Norah Jones, cantautrice, polistrumentista e attrice statunitense (New York, n. 1979)

## Cavallerizze(1)
- Megan Jones, cavallerizza australiana (Adelaide, n. 1976)

## Cestiste(13)
- Alexis Jones, cestista statunitense (Midland, n. 1994)
- Asjha Jones, ex cestista e allenatrice di pallacanestro statunitense (Piscataway, n. 1980)
- Brionna Jones, cestista statunitense (Baltimora, n. 1995)
- Carolyn Jones, ex cestista statunitense (Bay Springs, n. 1969)
- Chandi Jones, ex cestista e dirigente sportivo statunitense (Wharton, n. 1982)
- Georgia Jones, cestista britannica (Trafford, n. 1990)
- Haley Jones, cestista statunitense (Santa Cruz, n. 2001)
- Jameka Jones, ex cestista statunitense (Kinston, n. 1978)
- Jazmine Jones, cestista statunitense (Tallahassee, n. 1996)
- Jonquel Jones, cestista bahamense (Freeport, n. 1994)
- Merlakia Jones, ex cestista statunitense (Montgomery, n. 1973)
- Stephanie Jones, cestista statunitense (Havre de Grace, n. 1998)
- Yolanda Jones, ex cestista statunitense (Lumberton, n. 1984)

## Chimici(2)
- David E. H. Jones, chimico e divulgatore scientifico britannico (Londra, n. 1938 - Newcastle upon Tyne, † 2017)
- Ewart Jones, chimico gallese (n. 1911 - † 2002)

## Chitarristi(6)
- Adam Jones, chitarrista statunitense (Chicago, n. 1965)
- Guitar Slim, chitarrista statunitense (Greenwood, n. 1926 - New York, † 1959)
- Mick Jones, chitarrista e cantante britannico (Clapham, n. 1955)
- Mick Jones, chitarrista, compositore e produttore discografico britannico (Portsmouth, n. 1944)
- Rodney Jones, chitarrista statunitense (n. 1956)
- Steve Jones, chitarrista inglese (Londra, n. 1955)

## Ciclisti su strada(3)
- Graham Jones, ex ciclista su strada britannico (Cheadle, n. 1957)
- Taj Jones, ex ciclista su strada australiano (Nambour, n. 2000)
- Timothy Jones, ex ciclista su strada zimbabwese (Salisbury, n. 1975)

## Circensi(1)
- Annie Jones, circense statunitense (Marion, n. 1865 - Brooklyn, † 1902)

## Climatologi(1)
- Phil Jones, climatologo britannico (Redhill, n. 1952)

## Comiche(1)
- Leslie Jones, comica e attrice statunitense (Memphis, n. 1967)

## Compositori(2)
- Lindsay Jones, compositore e tecnico del suono statunitense (Durham, n. 1969)
- Tim Jones, compositore e musicista statunitense (Mission Viejo, n. 1971)

## Conduttori radiofonici(2)
- Alan Jones, conduttore radiofonico, allenatore di rugby a 13 e allenatore di rugby a 15 australiano (Oakey, n. 1943)
- Alex Jones, conduttore radiofonico statunitense (Dallas, n. 1974)

## Contrabbassisti(1)
- Sam Jones, contrabbassista e compositore statunitense (Jacksonville, n. 1924 - New York, † 1981)

## Coreografi(1)
- Bill T. Jones, coreografo e ballerino statunitense (Bunnell, n. 1952)

## Costumisti(1)
- Robert Edmond Jones, costumista, scenografo e regista teatrale statunitense (Milton, n. 1887 - Milton, † 1954)

## Danzatori su ghiaccio(1)
- Courtney Jones, ex danzatore su ghiaccio britannico (n. 1941)

## Danzatrici(1)
- Paddy Jones, ballerina britannica (Stourbridge, n. 1934)

## Direttori d'orchestra(1)
- Sidney Jones, direttore d'orchestra e compositore inglese (Islington, n. 1861 - Kew, † 1946)

## Dirigenti d'azienda(1)
- Melvin Jones, dirigente d'azienda, filantropo e attivista statunitense (Fort Thomas, n. 1879 - Flossmoor, † 1961)

## Dirigenti sportivi(4)
- Renato William Jones, dirigente sportivo britannico (Roma, n. 1906 - Monaco di Baviera, † 1981)
- Cobi Jones, dirigente sportivo, allenatore di calcio e ex calciatore statunitense (Detroit, n. 1970)
- James Jones, dirigente sportivo e ex cestista statunitense (Miami, n. 1980)
- Jerry Jones, dirigente sportivo statunitense (Los Angeles, n. 1942)

## Drammaturghi(1)
- Henry Arthur Jones, drammaturgo inglese (Winslow, n. 1851 - Hampstead, † 1929)

## Egittologi(1)
- Ernest Harold Jones, egittologo britannico (n. 1877 - † 1911)

## Filosofi(1)
- Henry Jones, filosofo gallese (Llangernyw, n. 1852 - Tighnabruaich, † 1922)

## Fisici(1)
- Reginald Victor Jones, fisico britannico (Herne Hill, n. 1911 - † 1997)

## Fondiste(1)
- Perianne Jones, ex fondista canadese (Almonte, n. 1985)

## Francescani(1)
- John Jones, francescano gallese (Clynnog Fawr - Londra, † 1598)

## Fumettisti(1)
- Bruce Jones, fumettista, romanziere e illustratore statunitense (Kansas City, n. 1946)

## Funzionarie(1)
- Paula Jones, funzionaria statunitense (Lonoke, n. 1966)

## Generali(1)
- Inigo Jones, generale britannico (Worton Hall, n. 1848 - Westminster, † 1914)

## Geologi(1)
- Owen Thomas Jones, geologo gallese (Beulah, n. 1878 - Cambridge, † 1967)

## Ginnaste(1)
- Shilese Jones, ginnasta statunitense (Seattle, n. 2002)

## Giocatori di baseball(3)
- Adam Jones, giocatore di baseball statunitense (San Diego, n. 1985)
- Andruw Jones, giocatore di baseball olandese (Willemstad, n. 1977)
- Nate Jones, ex giocatore di baseball statunitense (Butler, n. 1986)

## Giocatori di lacrosse(1)
- Edward Jones, giocatore di lacrosse britannico (Greenwich, n. 1881 - Marylebone, † 1951)

## Giocatori di snooker(3)
- Duane Jones, giocatore di snooker gallese (Mountain Ash, n. 1993)
- Jak Jones, giocatore di snooker gallese (Cwmbran, n. 1993)
- Jamie Jones, giocatore di snooker gallese (Neath, n. 1988)

## Giocatrici di curling(2)
- Debbie Jones, ex giocatrice di curling canadese (Winnipeg, n. 1953)
- Jennifer Jones, giocatrice di curling canadese (Winnipeg, n. 1974)

## Giornaliste(2)
- Claudia Jones, giornalista e attivista trinidadiana (Belmont, n. 1915 - Londra, † 1964)
- Radhika Jones, giornalista statunitense (New York, n. 1973)

## Giornalisti(2)
- Gareth Jones, giornalista gallese (Barry, n. 1905 - Manciukuò, † 1935)
- Tobias Jones, giornalista e scrittore britannico (Somerset, n. 1972)

## Golfisti(2)
- Edgecomb Lee Jones, golfista statunitense (Chicago, n. 1874 - † 1937)
- Orus Jones, golfista statunitense (Jackson, n. 1867 - Denver, † 1963)

## Hockeisti su ghiaccio(3)
- Jim Jones, ex hockeista su ghiaccio canadese (Espanola, n. 1949)
- Seth Jones, hockeista su ghiaccio statunitense (Arlington, n. 1994)
- Martin Jones, hockeista su ghiaccio canadese (North Vancouver, n. 1990)

## Imprenditori(1)
- Peter Jones, imprenditore britannico (Maidenhead, n. 1966)

## Insegnanti(1)
- Ron Jones, insegnante statunitense (San Francisco, n. 1941)

## Islamisti(1)
- John Marsden Beaumont Jones, islamista e storico britannico (Three Crosses, n. 1920 - Cipro, † 1992)

## Linguisti(2)
- Daniel Jones, linguista britannico (Londra, n. 1881 - Gerrards Cross, † 1967)
- William Jones, linguista, orientalista e magistrato britannico (Londra, n. 1746 - Calcutta, † 1794)

## Lottatori(1)
- Zeke Jones, ex lottatore statunitense (Ypsilanti, n. 1966)

## Martellisti(1)
- Brentt Jones, ex martellista australiano (n. 1969)

## Matematici(4)
- Calvert Jones, matematico, pittore e fotografo gallese (n. 1804 - Bath, † 1877)
- Edward Jones, matematico statunitense (Worcester, n. 1856 - New York, † 1920)
- Vaughan Jones, matematico neozelandese (Gisborne, n. 1952 - † 2020)
- William Jones, matematico gallese (Anglesey, n. 1675 - † 1749)

## Mezzofondiste(1)
- Brenda Jones, mezzofondista australiana (Leongatha, n. 1936)

## Mezzofondisti(1)
- Earl Jones, ex mezzofondista statunitense (Chicago, n. 1964)

## Mezzosoprani(1)
- Della Jones, mezzosoprano britannico (Neath, n. 1946)

## Militari(2)
- Robert Jones, militare britannico (Monmouthshire, n. 1857 - Peterchurch, † 1898)
- William Jones, militare britannico (Bristol, n. 1839 - Manchester, † 1913)

## Modelle(6)
- Amanda Jones, modella statunitense (Evanston, n. 1951)
- Chloe Jones, modella e attrice pornografica statunitense (Houston, n. 1975 - Houston, † 2005)
- Danielle Jones, modella trinidadiana (n. 1978)
- Chantal Jones, modella e attrice statunitense (Austin, n. 1988)
- Lupita Jones, modella messicana (Mexicali, n. 1967)
- Rosie Jones, modella britannica (Sunbury-on-Thames, n. 1990)

## Montatori(1)
- Robert C. Jones, montatore e sceneggiatore statunitense (Los Angeles, n. 1936 - Los Angeles, † 2021)

## Multipliste(1)
- Akela Jones, multiplista, altista e lunghista barbadiana (Saint Michael, n. 1995)

## Musicisti(7)
- Davy Jones, musicista, cantante e attore britannico (Manchester, n. 1945 - Stuart, † 2012)
- Daniel Jones, musicista australiano (Southend-on-Sea, n. 1973)
- Danny Jones, musicista britannico (Bolton, n. 1986)
- Spike Jones, musicista, attore e comico statunitense (Long Beach, n. 1911 - Beverly Hills, † 1965)
- Trevor Jones, musicista e compositore sudafricano (Città del Capo, n. 1949)
- Muslimgauze, musicista britannico (Manchester, n. 1961 - Manchester, † 1999)
- Skream, musicista e disc jockey inglese (Bromley, n. 1986)

## Neurologi(1)
- Ernest Jones, neurologo e psicoanalista britannico (Glamorgan, n. 1879 - Londra, † 1958)

## Nuotatori(2)
- Cullen Jones, ex nuotatore statunitense (New York, n. 1984)
- E.T. Jones, nuotatore britannico (Holbeck, n. 1850 - Leeds, † 1904)

## Nuotatrici(2)
- Christina Jones, sincronetta statunitense (Missoula, n. 1987)
- Leisel Jones, ex nuotatrice australiana (Katherine, n. 1985)

## Organisti(1)
- Booker T. Jones, organista, polistrumentista e compositore statunitense (Memphis, n. 1944)

## Ostacoliste(2)
- Lolo Jones, ostacolista e bobbista statunitense (Des Moines, n. 1982)
- Tia Jones, ostacolista statunitense (Vestal, n. 2000)

## Ostacolisti(1)
- Hayes Jones, ex ostacolista statunitense (Starkville, n. 1938)

## Pallanuotisti(2)
- Chris Jones, pallanuotista britannico (Penarth, n. 1884 - Penarth, † 1937)
- Jack Jones, pallanuotista britannico (Cheltenham, n. 1925 - Cheltenham, † 2016)

## Pallavoliste(1)
- Veronica Jones, pallavolista statunitense (West Jordan, n. 1997)

## Pastori protestanti(1)
- Derek Jones, pastore protestante e politico britannico (Wallasey, n. 1927 - † 2013)

## Pianisti(2)
- Howard Jones, pianista, tastierista e cantante britannico (Southampton, n. 1955)
- Hank Jones, pianista e compositore statunitense (Vicksburg, n. 1918 - New York, † 2010)

## Piloti automobilistici(3)
- Alan Jones, ex pilota automobilistico australiano (Melbourne, n. 1946)
- Ed Jones, pilota automobilistico emiratino (Dubai, n. 1995)
- Parnelli Jones, pilota automobilistico e manager statunitense (Texarkana, n. 1933 - Torrance, † 2024)

## Piloti motociclistici(3)
- Craig Jones, pilota motociclistico britannico (Northwich, n. 1985 - Londra, † 2008)
- Luke Jones, pilota motociclistico britannico (Hereford, n. 1988)
- Mike Jones, pilota motociclistico australiano (Brisbane, n. 1994)

## Pistard(1)
- Benjamin Jones, pistard britannico (Leigh, n. 1882 - Johannesburg, † 1963)

## Pittori(1)
- Thomas Jones, pittore britannico (Cefnllys, n. 1742 - † 1803)

## Pittrici(1)
- Carrie Ann Baade, pittrice statunitense (New Orleans, n. 1974)

## Poeti(1)
- David Jones, poeta e pittore britannico (Brockley, n. 1895 - Harrow, † 1974)

## Polistrumentisti(1)
- Brian Jones, polistrumentista britannico (Cheltenham, n. 1942 - Cotchford Farm, † 1969)

## Politiche(1)
- Mandy Jones, politica gallese (Wolverhampton)

## Politici(10)
- Burt Jones, politico statunitense (Jackson, n. 1979)
- Carwyn Jones, politico gallese (Swansea, n. 1967)
- Doug Jones, politico e avvocato statunitense (Fairfield, n. 1954)
- Dwight Clinton Jones, politico statunitense (Filadelfia, n. 1948)
- George Wallace Jones, politico e diplomatico statunitense (Vincennes, n. 1804 - Dubuque, † 1896)
- Ieuan Wyn Jones, politico gallese (Denbigh, n. 1949)
- Mondaire Jones, politico e avvocato statunitense (Nyack, n. 1987)
- Ray W. Jones, politico statunitense (Remsen, n. 1855 - Seattle, † 1919)
- Robert Taylor Jones, politico statunitense (Rutledge, n. 1884 - Phoenix, † 1958)
- William Jones, politico statunitense (Filadelfia, n. 1760 - Bethlehem, † 1831)

## Predicatori(1)
- Jim Jones, predicatore e criminale statunitense (Crete, n. 1931 - Jonestown, † 1978)

## Presbiteri(1)
- Michael D. Jones, presbitero e politico britannico (Llanuwchllyn, n. 1822 - Bala, † 1898)

## Produttori discografici(2)
- Curtis Jones, produttore discografico, cantautore e disc jockey statunitense (Chicago, n. 1968)
- Gareth Jones, produttore discografico britannico (Warrington, n. 1954)

## Pugili(3)
- Doug Jones, pugile statunitense (New York, n. 1937 - † 2017)
- Junior Jones, ex pugile statunitense (Brooklyn, n. 1970)
- Gorilla Jones, pugile statunitense (Memphis, n. 1906 - † 1982)

## Rapper(11)
- Ali, rapper statunitense (Saint Louis, n. 1971)
- B-Legit, rapper statunitense (Vallejo, n. 1968)
- Kent Jones, rapper statunitense (Tallahassee, n. 1993)
- Lil Baby, rapper e cantante statunitense (Atlanta, n. 1994)
- 24kGoldn, rapper e cantante statunitense (San Francisco, n. 2000)
- J-Kwon, rapper statunitense (Saint Louis, n. 1986)
- Lil' Kim, rapper e personaggio televisivo statunitense (New York, n. 1974)
- Mike Jones, rapper e attore statunitense (Aldine, n. 1981)
- Ol' Dirty Bastard, rapper statunitense (New York, n. 1968 - New York, † 2004)
- Del tha Funkee Homosapien, rapper statunitense (Oakland, n. 1972)
- Sticky Fingaz, rapper e attore statunitense (New York, n. 1973)

## Registi(6)
- Chuck Jones, regista, produttore cinematografico e sceneggiatore statunitense (Spokane, n. 1912 - Newport Beach, † 2002)
- Edgar Jones, regista, attore e produttore cinematografico statunitense (n. 1874 - Los Angeles, † 1958)
- F. Richard Jones, regista e produttore cinematografico statunitense (St. Louis, n. 1893 - Hollywood, † 1930)
- Geoffrey Jones, regista britannico (Londra, n. 1931 - † 2005)
- Harmon Jones, regista e montatore canadese (Regina, n. 1911 - Los Angeles, † 1972)
- Kirk Jones, regista e sceneggiatore britannico (Bristol, n. 1964)

## Registi teatrali(1)
- Richard Jones, regista teatrale britannico (Londra, n. 1953)

## Rugbisti a 13(1)
- Mark Jones, rugbista a 13 e rugbista a 15 britannico (Tredegar, n. 1965 - Abu Dhabi, † 2025)

## Rugbisti a 15(16)
- Arthur Emyr, ex rugbista a 15, conduttore televisivo e giornalista britannico (Bangor, n. 1962)
- Michael Jones, ex rugbista a 15, allenatore di rugby a 15 e imprenditore neozelandese (Auckland, n. 1965)
- Adam Jones, rugbista a 15 britannico (Swansea, n. 1980)
- Adam Jones, ex rugbista a 15 e allenatore di rugby a 15 britannico (Abercraf, n. 1981)
- Alun Wyn Jones, ex rugbista a 15 britannico (Swansea, n. 1985)
- Chris Jones, rugbista a 15 inglese (Manchester, n. 1980)
- Dafydd Jones, rugbista a 15 gallese (Aberystwyth, n. 1979)
- Deiniol Jones, rugbista a 15 gallese (Carmarthen, n. 1977)
- Duncan Jones, ex rugbista a 15 e allenatore di rugby a 15 gallese (Neath, n. 1978)
- Eddie Jones, ex rugbista a 15, allenatore di rugby a 15 e dirigente sportivo australiano (Burnie, n. 1960)
- Huw Jones, rugbista a 15 britannico (Edimburgo, n. 1993)
- Ian Jones, ex rugbista a 15 e conduttore televisivo neozelandese (Whangarei, n. 1967)
- Mark Jones, rugbista a 15 e allenatore di rugby britannico (Builth Wells, n. 1979)
- Wyn Jones, rugbista a 15 britannico (Carmarthen, n. 1992)
- Ryan Jones, ex rugbista a 15 britannico (Newport, n. 1981)
- Stephen Jones, ex rugbista a 15 e allenatore di rugby a 15 britannico (Aberystwyth, n. 1977)

## Saltatrici con gli sci(1)
- Paige Jones, saltatrice con gli sci statunitense (Park City, n. 2002)

## Scacchisti(2)
- Christopher Jones, scacchista e compositore di scacchi britannico (Newport-on-Tay, n. 1952)
- Gawain Jones, scacchista britannico (Keighley, n. 1987)

## Sceneggiatori(4)
- Evan Jones, sceneggiatore giamaicano (Parrocchia di Portland, n. 1927 - Shrewsbury, † 2012)
- Grover Jones, sceneggiatore, regista e scrittore statunitense (Rosedale, n. 1893 - Hollywood, † 1940)
- Mark Jones, sceneggiatore, regista e produttore cinematografico statunitense (Los Angeles, n. 1953)
- Mike Jones, sceneggiatore statunitense (San Antonio, n. 1971)

## Sceneggiatrici(1)
- Amy Holden Jones, sceneggiatrice statunitense (n. 1955)

## Schermidori(1)
- Uriah Jones, schermidore statunitense (New York, n. 1924 - West Haven, † 2000)

## Sciatori alpini(1)
- Greg Jones, ex sciatore alpino statunitense (Truckee, n. 1953)

## Sciatrici alpine(1)
- Allison Jones, sciatrice alpina e paraciclista statunitense (Amarillo, n. 1984)

## Scrittori(7)
- James Jones, scrittore statunitense (Robinson, n. 1921 - Southampton, † 1977)
- Cynan Jones, scrittore britannico (Aberaeron, n. 1975)
- Edward P. Jones, scrittore statunitense (Washington, n. 1950)
- Lloyd Jones, scrittore neozelandese (Lower Hutt, n. 1955)
- Marc Edmund Jones, scrittore, sceneggiatore e astrologo statunitense (Saint Louis, n. 1888 - Stanwood, † 1980)
- Shane Jones, scrittore e poeta statunitense (Albany, n. 1980)
- Thom Jones, scrittore statunitense (Aurora, n. 1945 - Olympia, † 2016)

## Scrittori di fantascienza(2)
- D. F. Jones, scrittore di fantascienza britannico (Londra, n. 1918 - Londra, † 1981)
- Raymond F. Jones, scrittore di fantascienza statunitense (Salt Lake City, n. 1915 - Sandy, † 1994)

## Scrittrici(9)
- Babsi Jones, scrittrice e giornalista italiana (Milano, n. 1968)
- Candy Jones, scrittrice e modella statunitense (Wilkes-Barre, n. 1925 - New York, † 1990)
- Diana Wynne Jones, scrittrice inglese (Londra, n. 1934 - Bristol, † 2011)
- Gayl Jones, scrittrice, poetessa e drammaturga statunitense (Lexington, n. 1949)
- Gwyneth Jones, scrittrice inglese (Manchester, n. 1952)
- Hettie Jones, scrittrice, poetessa e editrice statunitense (Brooklyn, n. 1934 - Filadelfia, † 2024)
- Sadie Jones, scrittrice e sceneggiatrice britannica (Londra, n. 1967)
- Susanna Jones, scrittrice britannica (Kingston upon Hull, n. 1967)
- Tayari Jones, scrittrice statunitense (Atlanta, n. 1970)

## Scultori(1)
- Allen Jones, scultore britannico (Southampton, n. 1937)

## Slittiniste(1)
- Arianne Jones, slittinista canadese (Calgary, n. 1990)

## Snowboarder(1)
- Jenny Jones, snowboarder britannica (Bristol, n. 1980)

## Soprani(1)
- Gwyneth Jones, soprano gallese (Pontnewynydd, n. 1936)

## Storiche(1)
- Jacqueline Jones, storica statunitense (n. 1948)

## Storici(2)
- Arnold Hugh Martin Jones, storico britannico (Birkenhead, n. 1904 - Tessalonica, † 1970)
- Gwyn Jones, storico gallese (New Tredegar, n. 1907 - Aberystwyth, † 1999)

## Stuntman(1)
- Andy Jones, stuntman e tuffatore statunitense (Anchorage, n. 1985)

## Taekwondoka(1)
- Jade Jones, taekwondoka britannica (Bodelwyddan, n. 1993)

## Tastieristi(1)
- Craig Jones, tastierista statunitense (Des Moines, n. 1972)

## Tenniste(6)
- Marion Jones Farquhar, tennista statunitense (Gold Hill, n. 1879 - Los Angeles, † 1965)
- Francesca Jones, tennista inglese (Leeds, n. 2000)
- Georgina Jones, tennista statunitense (New York, n. 1882 - Los Angeles, † 1955)
- Kim Jones, ex tennista statunitense (Columbus, n. 1957)
- Makenna Jones, tennista statunitense (Stati Uniti d'America, n. 1998)
- Sacha Jones, ex tennista neozelandese (Auckland, n. 1990)

## Tennisti(3)
- Greg Jones, tennista australiano (Sydney, n. 1989)
- Hugh Jones, tennista statunitense (St. Louis, n. 1880 - Madison, † 1960)
- Kelly Jones, ex tennista statunitense (Fort Gordon, n. 1964)

## Triatlete(1)
- Michellie Jones, ex triatleta australiana (Fairfield, n. 1969)

## Trombettisti(1)
- Thad Jones, trombettista e compositore statunitense (Pontiac, n. 1923 - Copenaghen, † 1986)

## Velociste(5)
- Camara Jones, ex velocista statunitense (n. 1972)
- Esther Jones, ex velocista statunitense (Chicago, n. 1969)
- Hayley Jones, velocista britannica (Nantwich, n. 1988)
- Marion Jones, ex velocista, lunghista e cestista statunitense (Los Angeles, n. 1975)
- Patricia Jones, velocista canadese (Kamloops, n. 1930 - Victoria, † 2000)

## Velocisti(6)
- David Jones, velocista britannico (Brookmans Park, n. 1940 - Maiorca, † 2023)
- Lam Jones, velocista e giocatore di football americano statunitense (Lawton, n. 1958 - Round Rock, † 2019)
- Louis Jones, velocista statunitense (New Rochelle, n. 1932 - New York, † 2006)
- Jonathan Jones, velocista barbadiano (Bridgetown, n. 1999)
- Ken Jones, velocista e rugbista a 15 britannico (Blaenavon, n. 1921 - Newport, † 2006)
- Terrence Jones, velocista bahamense (Freeport, n. 2002)

## Vescovi cattolici(1)
- Christopher Jones, vescovo cattolico irlandese (Roscommon, n. 1936 - Sligo, † 2018)

## Wrestler(2)
- AJ Styles, wrestler statunitense (Jacksonville, n. 1977)
- Virgil, wrestler statunitense (Wilkinsburg, n. 1951 - Canonsburg, † 2024)

## Senza attività specificata(5)
- Andrew R. Jones, effettista statunitense (San Francisco, n. 1972)
- Kenneth V. Jones, britannico (Bletchley, n. 1924 - † 2020)
- Lucy Jones, sismologa, geofisica e divulgatrice scientifica statunitense (Santa Monica, n. 1955)
- Lyn Jones, allenatore di rugby a 15 e ex rugbista a 15 gallese (Cwmafan, n. 1964)
- Kingsley Jones, allenatore di rugby a 15 e ex rugbista a 15 britannico (Nantyglo, n. 1969)